# 寇厚
寇厚（？—？）字順中，山西臨汾人，明朝政治人物。进士出身。

## 生平
永樂三年，參加乙酉科鄉試中舉。永樂十六年（1418年）登戊戌科进士。曾經參與編寫明太宗實錄和明仁宗實錄。後來出任大理寺右評事（1430年）以及中書舍人。